# Лобан (Нижегородская область)
 Лобан  — посёлок в Починковском районе Нижегородской области. 

## География
Находится в южной части Нижегородской области на расстоянии приблизительно 17 километров по прямой на север от села Починки, административного центра района.  

## История
До 2020 года входил в состав Василево-Майданского сельсовета.

## Население
Постоянное население составляло 5 человек (русские 100%) в 2002 году, 3 в 2010.